# Kozana
Kozana é uma vila localizada no município de Brda na Eslovênia. Possuía uma população estimada de 365 habitantes em 2020.